# Deidamia inscriptum

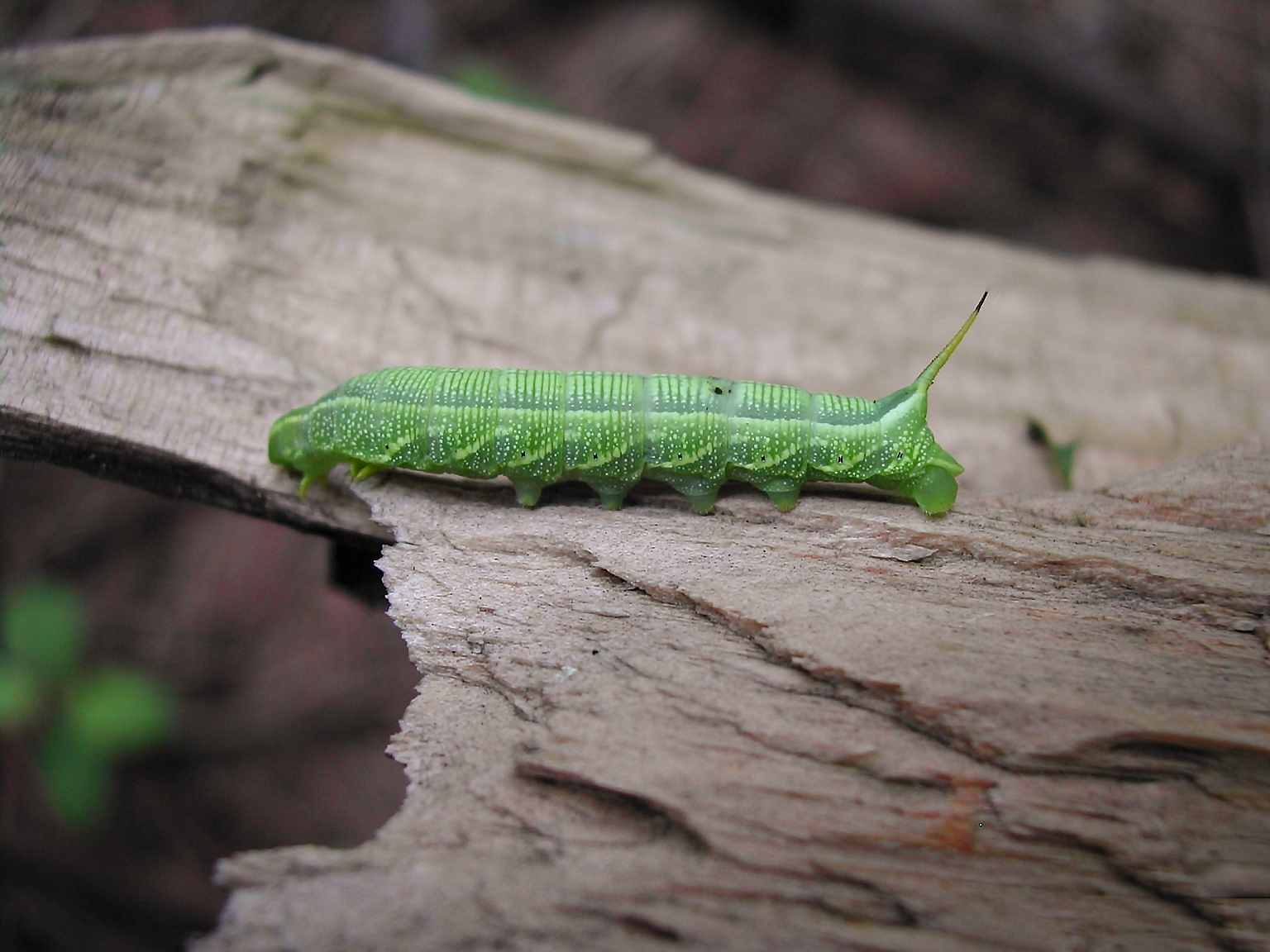
Raupe von Deidamia inscriptum

Deidamia inscriptum ist die einzige Schmetterlingsart der Gattung Deidamia aus der Familie der Schwärmer (Sphingidae).

## Merkmale

### Merkmale der Falter
Die bräunlich gefärbten Falter haben eine Vorderflügellänge von 22 bis 25 Millimeter, womit sie zu den kleinsten Schwärmern Nordamerikas zählen. Dies und der stark gezackte Vorderflügelaußenrand machen eine Bestimmung der Art einfach. Ihre Zeichnung ist kaum variabel.

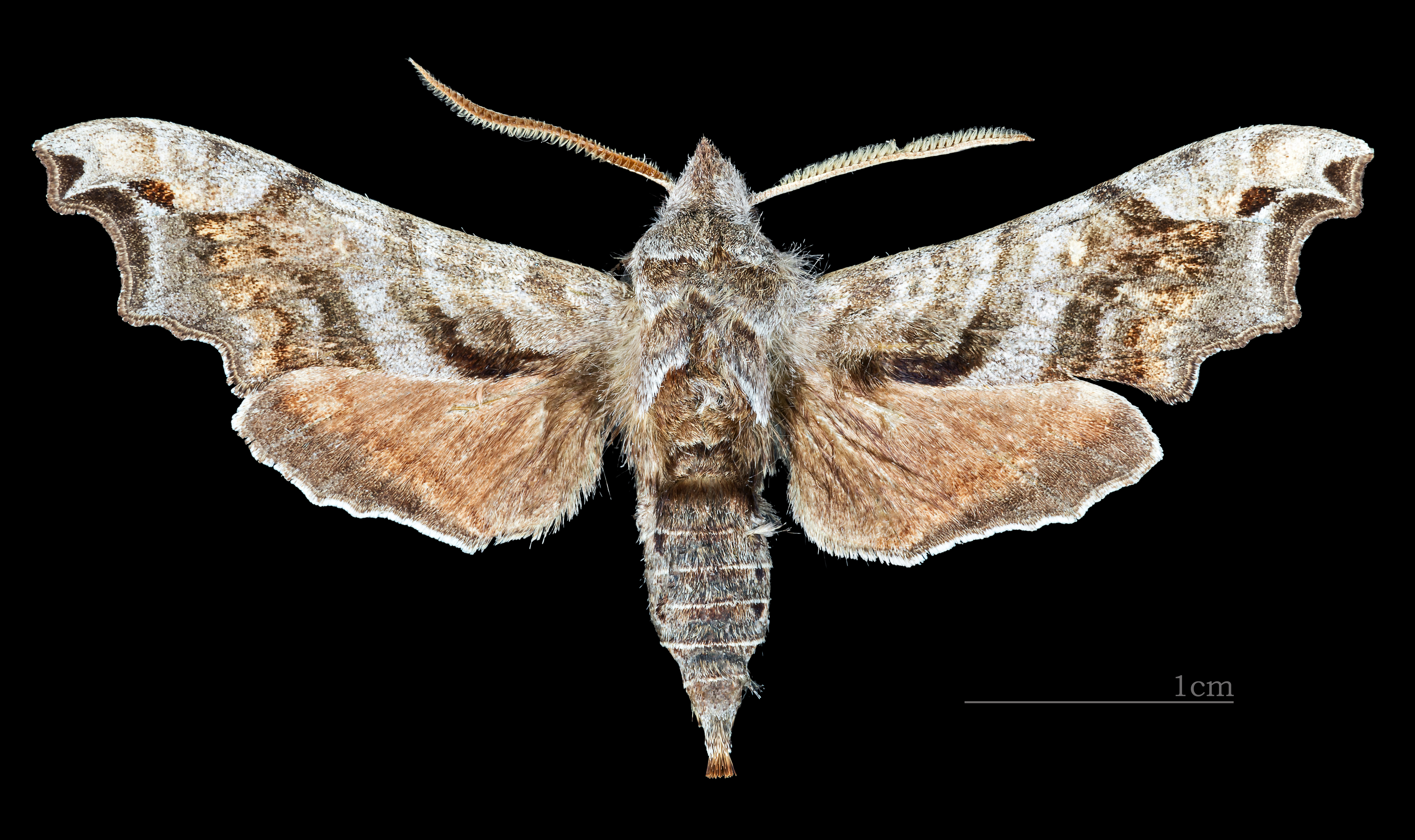
Deidamia inscriptum ♂
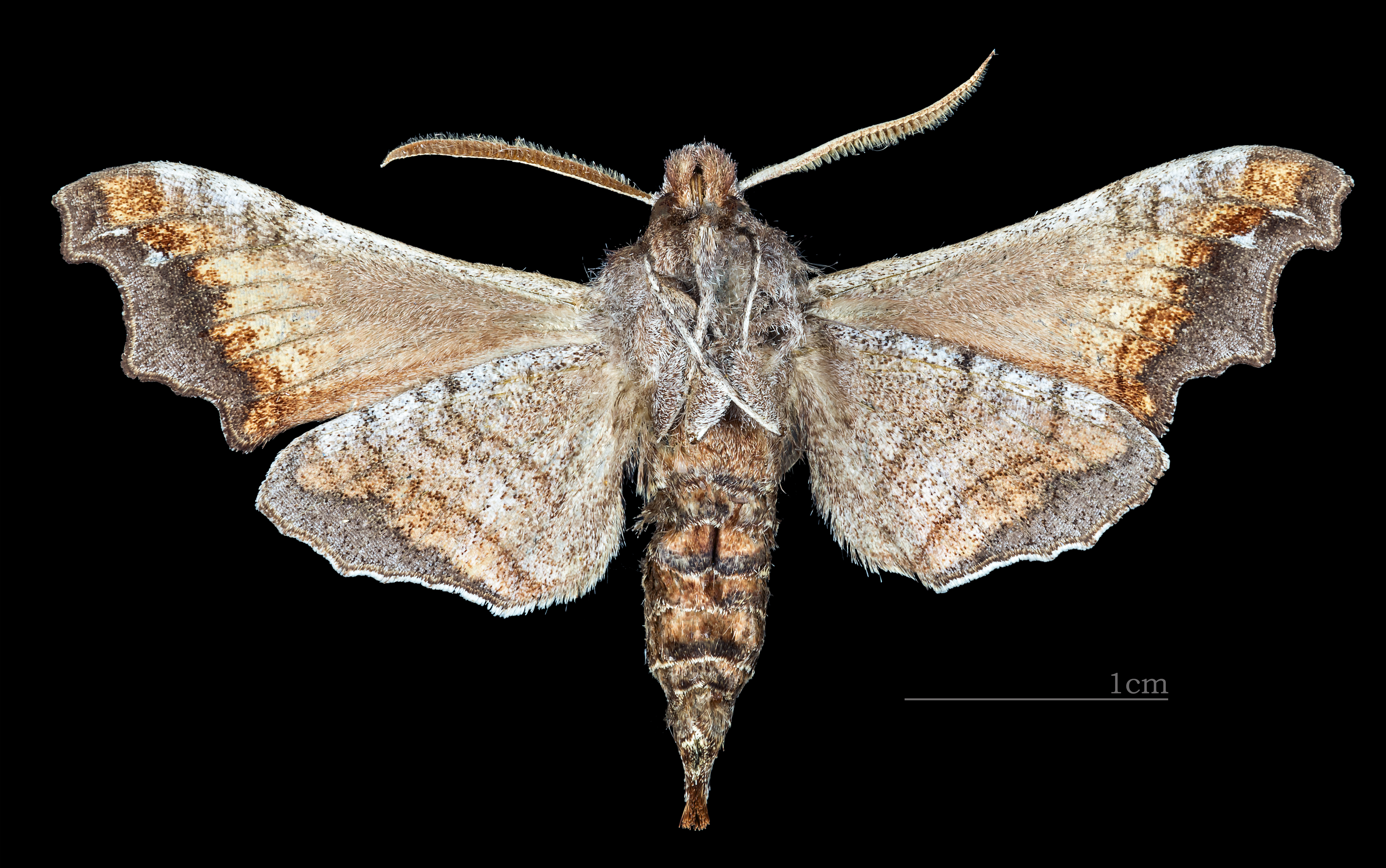
Deidamia inscriptum ♂  △
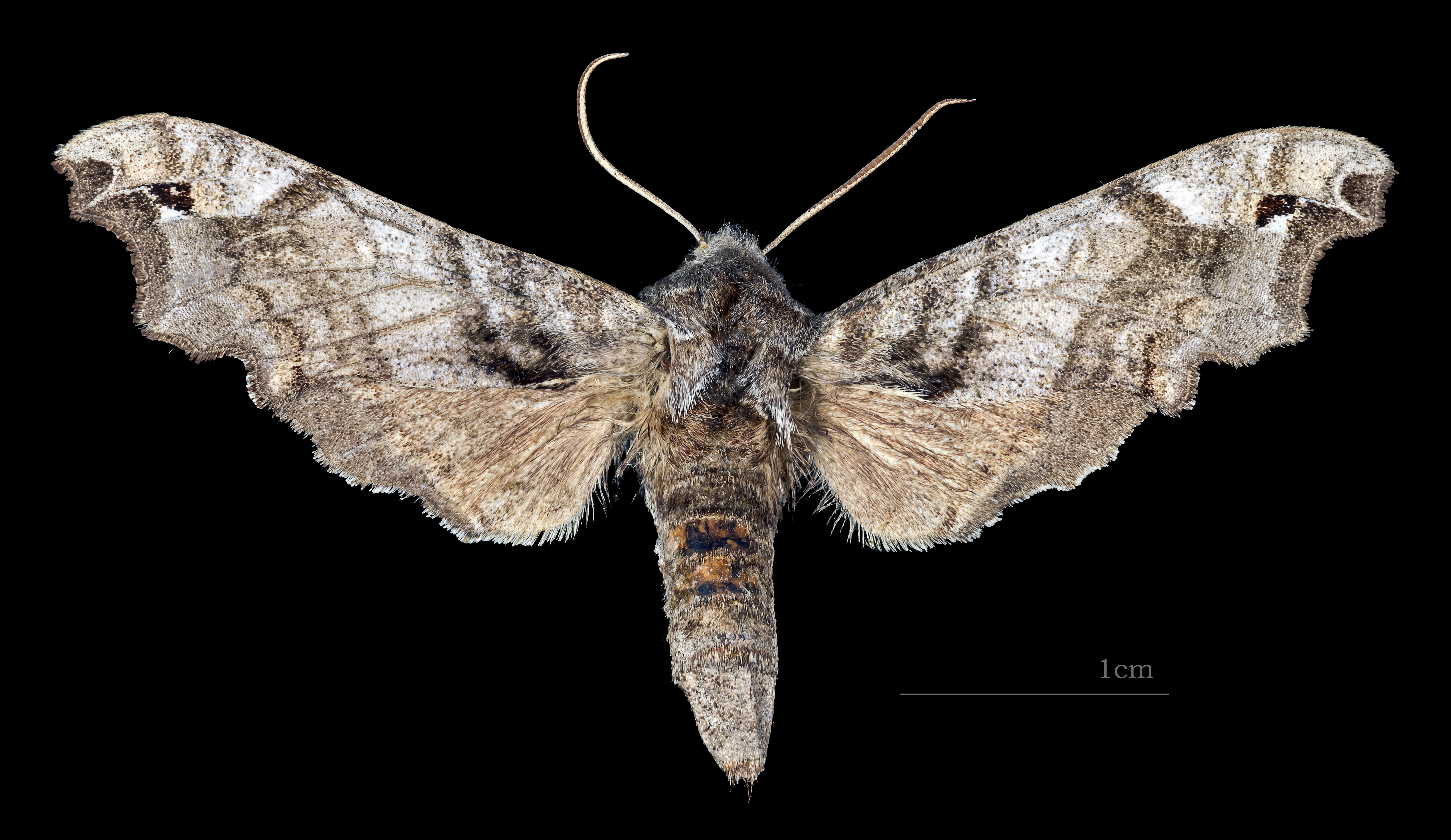
Deidamia inscriptum ♀
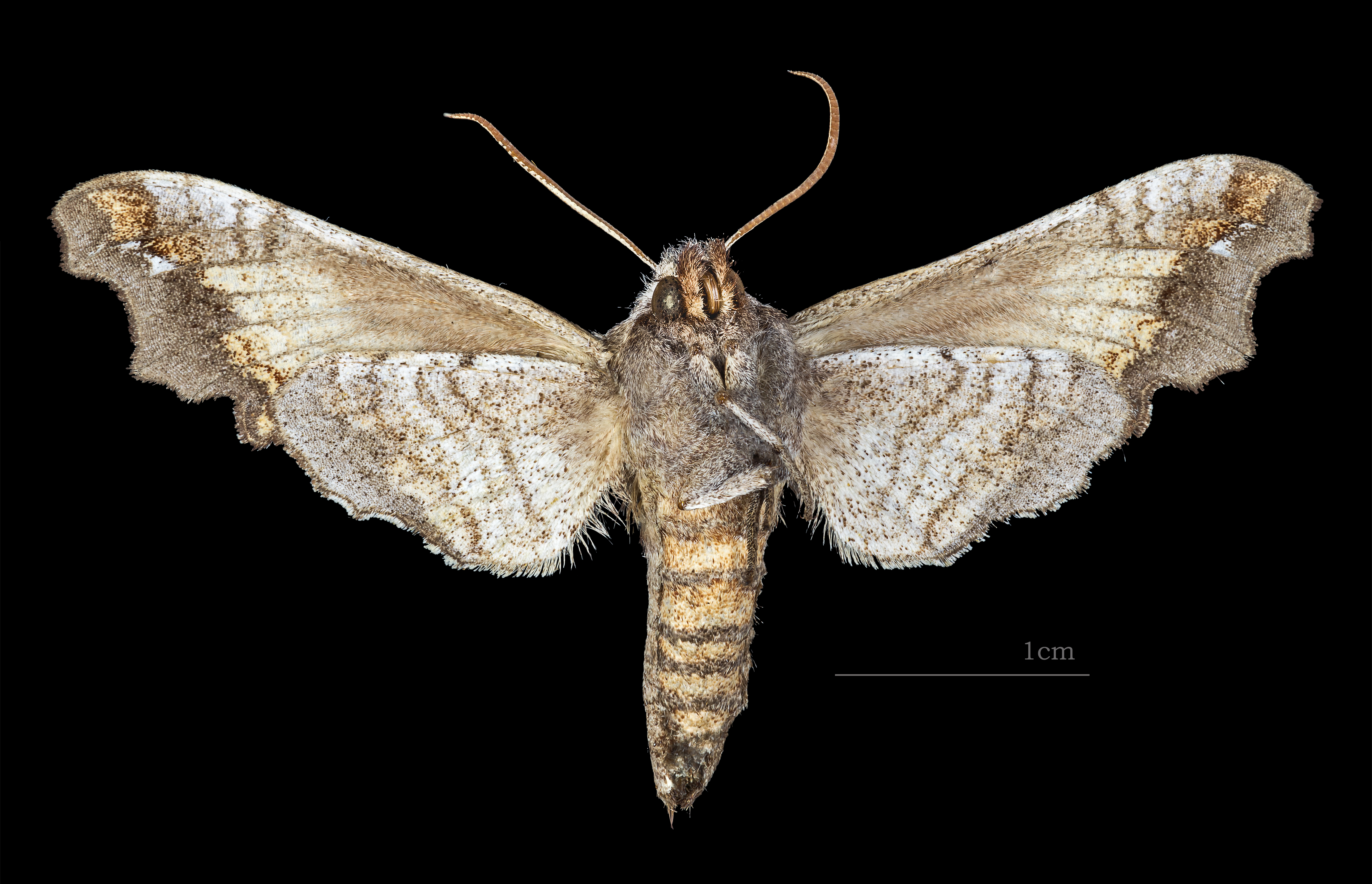
Deidamia inscriptum ♀  △

### Merkmale der Raupen
Die Raupen sind im letzten Stadium relativ variabel gefärbt. Sie haben eine hell limettengrüne bis graugrüne Grundfarbe und tragen sieben oder acht Paar Längsstreifen. Ein blassgelber Subdorsalstreifen reicht dabei vom Kopf bis zum Analhorn. Dieser Streifen ist entweder eine feine Linie oder ein breites Band, das mit anderen Streifen verschmilzt.

### Merkmale der Puppen
Die Puppe variiert von hellbraun marmoriert mit dunkelbraunen Flecken bis einfarbig dunkelbraun. Ihre Oberfläche ist leicht rau und am Kopf trägt sie drei deutliche Knoten. Die Rüsselscheide ist mit dem Körper verwachsen. Der Kremaster ist kurz, sehr rau und endet in einer einzelnen, scharfen Spitze.

## Vorkommen
Die Art ist im Osten Nordamerikas verbreitet. Sie kommt an der Atlantikküste von New England bis in den Norden Floridas sowie westlich bis in die südliche Hälfte der an die Great Lakes angrenzenden Staaten, im Südosten North Dakotas bis an den Rand der Great Plains vor. In Nebraska findet man sie westlich bis nach Chadron. In Kanada tritt sie im äußersten Süden Québecs, und in Ontario auf der Niagara-Halbinsel, nördlich bis Pinhey Forest auf.

## Lebensweise
Die Imagines zählen zu den ersten Schwärmern, die im Frühjahr auftreten. Sie fliegen in einer Generation, im Norden von Ende April bis Anfang Juni, im Süden von Ende Februar bis April. Die Tiere sind am Abend fleißige Blütenbesucher, wobei sie nur an wenigen Nektarpflanzen wie etwa Rhododendren (Rhododendron), Flammenblumen (Phlox) und Gemeinem Flieder (Syringa vulgaris) nachgewiesen sind.

### Nahrungspflanzen der Raupen
Die Raupen ernähren sich hauptsächlich von Weinrebengewächsen (Vitaceae) wie beispielsweise Weinreben (Vitis), Ampelopsis, Selbstkletternde Jungfernrebe (Parthenocissus quinquefolia) und Gewöhnliche Jungfernrebe (Parthenocissus vitacea). In den Ausläufern der Appalachen kann man sie auch häufig auf Sauerbaum (Oxydendrum arboreum) aus der Familie der Heidekrautgewächse (Ericaceae) finden.

## Entwicklung
Die Weibchen legen ihre blassgrünen Eier einzeln auf den Unterseiten der Raupennahrungspflanzen ab. Die Raupen krümmen ihren Kopf nach hinten und erbrechen Flüssigkeit, wenn man sie stört. Die Verpuppung erfolgt in einer flachen Erdhöhle im Boden.

## Belege